# تشارلي وولف
تشارلي وولف (بالإنجليزية: Charlie Wolf)‏ هو صحفي بريطاني، ولد في 12 أبريل 1959 في بوسطن في الولايات المتحدة.

## وصلات خارجية
- تشارلي وولف على موقع ميوزك برينز (الإنجليزية)